# Niles Welch
Niles Welch, también conocido como Niles Welsh, (29 de julio de 1888 - 21 de noviembre de 1976) fue un actor cinematográfico y teatral estadounidense que trabajó desde la década de 1910 hasta la de 1930. 

## Biografía
Su verdadero nombre era Niles Eugene Welch, y nació en Hartford (Connecticut). Tras graduarse en la St. Paul's School, Welch estudió en la Universidad de Yale y en la Universidad de Columbia. Posteriormente se unió a una compañía teatral con la que viajó por los Estados Unidos interpretando vodevil. Su primera interpretación para la pantalla se tituló The Stranger in Grey, y estaba producida por los Eastern Vitagraph Studios.
Tras pasar cuatro años actuando en el teatro, Welch empezó su carrera cinematográfica actuando para World Film Corporation, Universal Studios, Pathé y Goldwyn Pictures. Entre sus primeros trabajos destacan dos producciones de Thomas Harper Ince, Stepping Out y The Cup of Life, seguidas en rápida sucesión por Miss George Washington, con Marguerite Clark; The Courage of Marge O'Doone, con Pauline Starke; y The Gulf Between (1917), con Grace Darmond, la primera película estrenada con la versión aditiva del Technicolor. Su carrera continuó una vez iniciado el cine sonoro, aunque sus papeles eran de corta duración. En los años posteriores trabajó en las retransmisiones de la Voice of America.
Falleció en 1976, en Laguna Niguel, California.

## Filmografía
- The Only Way (1913)
- The Carpenter (1913)
- Love's Quarantine (1913)
- One Good Joke Deserves Another (1913)
- Our Wives (1913)
- A Yellow Streak (1915)
- Emmy of Stork's Nest (1915)
- A Royal Family (1915)
- Miss George Washington (1916)
- The Garden of Shadows (1916)
- Behind the Veil (1916)
- The Crucial Test (1916)
- The Kiss of Hate (1916)
- Merely Mary Ann (1916)
- Shame (1917)
- The Secret of the Storm Country (1917)
- The Gulf Between (1917)
- One of Many (1917)
- The Face in the Dark (1918)
- The Gates of Gladness (1918)
- Her Boy (1918)
- Beckoning Roads (1919)
- Stepping Out (1919)
- The Virtuous Thief (1919)
- The Law of Men (1919)
- Little Comrade (1919)
- Reclaimed: The Struggle for a Soul Between Love and Hate (1919)
- The Winning Girl (1919)
- Jane Goes A' Wooing (1919)
- The Courage of Marge O'Doone (1920)
- The Luck of Geraldine Laird (1920)
- The Way of a Maid (1921)
- The Sin of Martha Queed (1921)
- Remorseless Love (1921)
- The Cup of Life (1921)
- Who Am I? (1921)
- Reputation (1921)
- The Spenders (1921)
- Who Are My Parents? (1922)
- Rags to Riches (1922)
- Under Oath (1922)
- Evidence (1922)
- Reckless Youth (1922)
- Why Announce Your Marriage? (1922)
- The Six-Fifty (1923)
- Sawdust (1923)
- What Wives Want (1923)
- Virtue's Revolt (1924)
- Wine of Youth (1924)
- The Right of the Strongest (1924)
- My Man (1924)
- The Whispered Name (1924)
- The Substitute Wife (1925)
- Ermine and Rhinestones (1925)
- A Little Girl in a Big City (1925)
- Lying Wives (1925)
- The Girl on the Stairs (1925)
- Dangerous Pleasure (1925)
- Fear-Bound (1925)
- Scandal Street (1925)
- Faithful Wives (1926)
- In Borrowed Plumes (1926)
- Spider Webs (1927)
- Carry on Sergeant (1928)
- Hell Divers (1931)
- Convicted (1931)
- The Phantom (1931)
- Sundown Rider (1932)
- Silver Dollar (1932)
- A Scarlet Week-End (1932)
- Come On, Tarzan (1932)
- Night Club Lady (1932)
- McKenna of the Mounted (1932)
- Cornered (1932)
- The Famous Ferguson Case (1932)
- Border Devils (1932)
- Cross Examination (1932)
- Manhattan Parade (1932)
- The Rainbow Trail (1932)
- The Women in His Life (1933)
- The Wolf Dog (1933)
- Dangerous Crossroads (1933)
- The Lone Avenger (1933)
- Zoo in Budapest (1933)
- The Constant Woman (1933)
- The Mysterious Rider (1933)
- The Fighting Code (1933)
- Let's Fall in Love (1933)
- The Secret Bride (1934)
- Jealousy (1934)
- The Count of Monte Cristo (1934)
- We're Rich Again (1934)
- Whom the Gods Destroy (1934)
- Cross Streets (1934)
- Here Comes the Navy (1934)
- I Believed in You (1934)
- The Show-Off (1934)
- This Side of Heaven (1934)
- The Singing Vagabond (1935)
- The Story of Louis Pasteur (1935)
- Music Is Magic (1935)
- Shipmates Forever (1935)
- Riding Wild (1935)
- Stranded (1935)
- Air Hawks (1935)
- The Miracle Rider (1935)
- Stone of Silver Creek (1935)
- Living on Velvet (1935)
- Death Flies East (1935)
- Tomorrow's Youth (1935)
- The Ivory-Handled Gun (1935)
- Empty Saddles (1936)
- What Becomes of the Children? (1936)
- To Mary - with Love (1936)
- Mary of Scotland (1936)
- For the Service (1936)
- The Country Beyond (1936)
- Gentle Julia (1936)
- Foolproof (1936)
- Wife vs. Secretary (1936)
- Thirst Aid (1937)
- The Purple Vigilantes (1938)
- Boy in Court (1940)